# Колкья
Ко́лкья (эст. Kolkja), ранее Ко́льки — посёлок в волости Пейпсияэре уезда Тартумаа, Эстония. Расположен на западном берегу Чудского озера. Численность населения в 2011 году составляла 277 человек. Впервые упоминается в конце 16 — начале 17 веков, возникла как поселение старообрядцев, бежавших из России. Образовался в результате слияния двух деревень, носивших названия Суур-Колкья (Большие Кольки) и Вяйке-Колкья (Малые Кольки). 
До 2017 года посёлок был центром  упразднённой впоследствии волости, также носившей название Пейпсияэре, но занимавшей гораздо меньшую территорию. В посёлке находится почтовое отделение, школа. Действуют две старообрядческих молельни (поморского и федосеевского  согласия), открыт музей старообрядчества. В Колкья находится школа для детей староверов, где кроме других учебных предметов изучают церковнославянский язык, при школе организован старообрядческий хор.
В 2008 году в Колкья прошло завершающее заседание международной конференции «Коренное русское меньшинство в Эстонии и Европе». Оно было посвящено истории старообрядцев Эстонии и сохранению их бытового уклада и культуры.
В Колкья под патронажем Союза старообрядческих общин Эстонии проводятся ежегодные староверческие детские лагеря.

## Основная школа в Колкья
Школа (русскоязычная) была основана в 1901 году. В дальнейшем носила названия:
- 1931 6-классная начальная школа
- 1944 Неполная средняя школа
- 1997 Основная школа

Целью деятельности школы коллектив ставит поддержание русского языка, углублённое изучение эстонского языка, а также сохранение культурного старообрядческого наследия. Школа является единственной школой в Эстонии, где проводятся уроки духовного развития, с целью изучения традиций и обычаев старообрядцев. В 2020 решено, что детский сад и основная школа Калласте объединятся с детским садом и основной школой Колкья.

## Музей староверов
В музее выставлена традиционная одежда староверов, предметы обихода, инструменты, фотографии, книги и прочее.

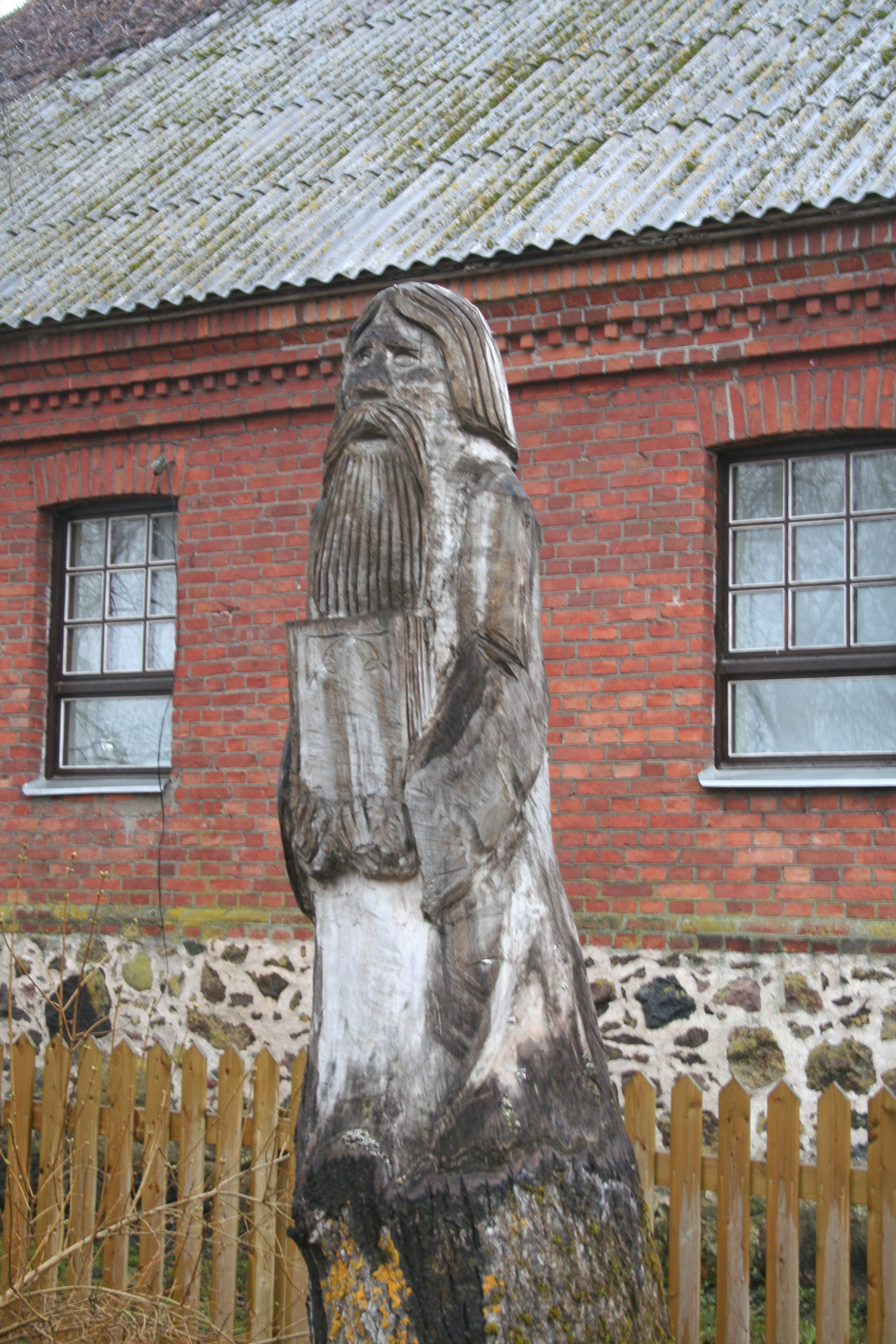
Музей староверов, деревянная статуя перед зданием (мужская фигура)

## Молитвенный дом старообрядцев в Вяйке-Колкья
Приход федосеевцев в Вяйке-Колкья существует с 1770 года. В настоящее время приход состоит из 120 семей.
Ранее были случаи проникновения в Моленные дома в Колкья похитителей церковных ценностей. К примеру, икона «Николай Чудотворец» (вероятно, конца XIX - начале XX века) была похищена в 1992 году из Моленной староверов в Вяйке-Колкья.

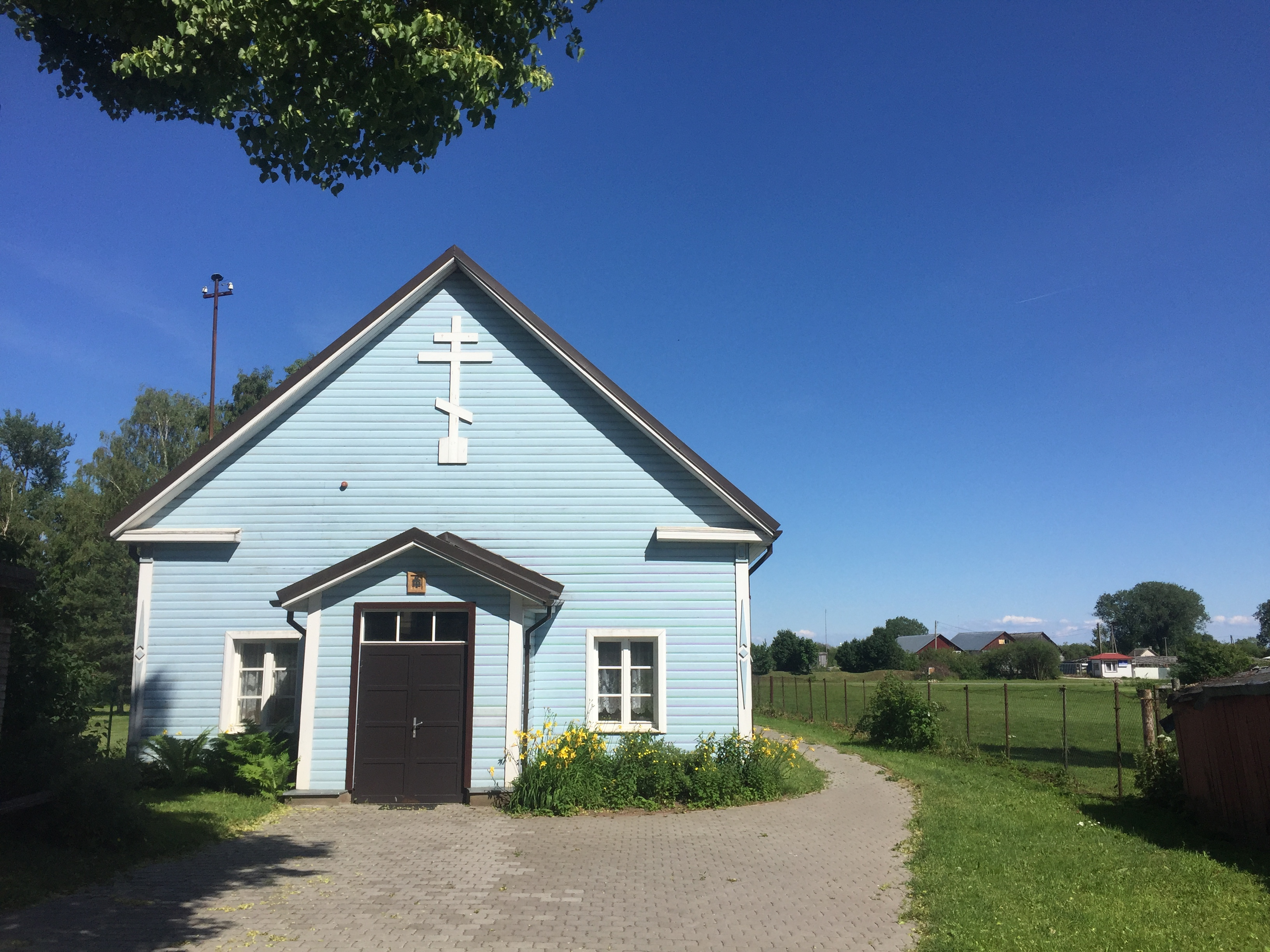
Молитвенный дом старообрядцев (Вяйке-Колкья), 2019 год

## Известные уроженцы
- Баранин Петр Петрович (1882–1966), старообрядец, общественный деятель, политик[13]

## Галерея

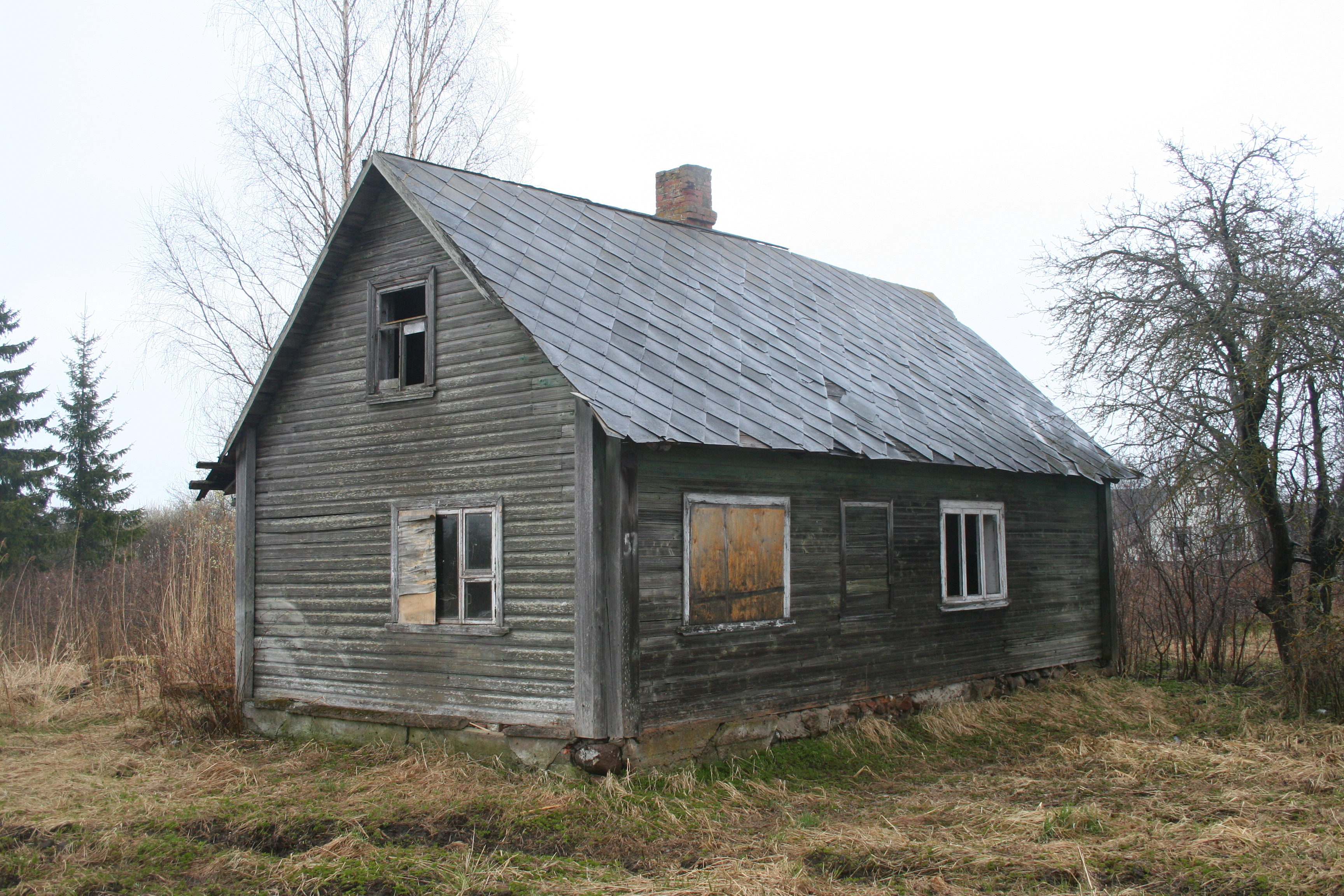
Деревянный дом в Колкья
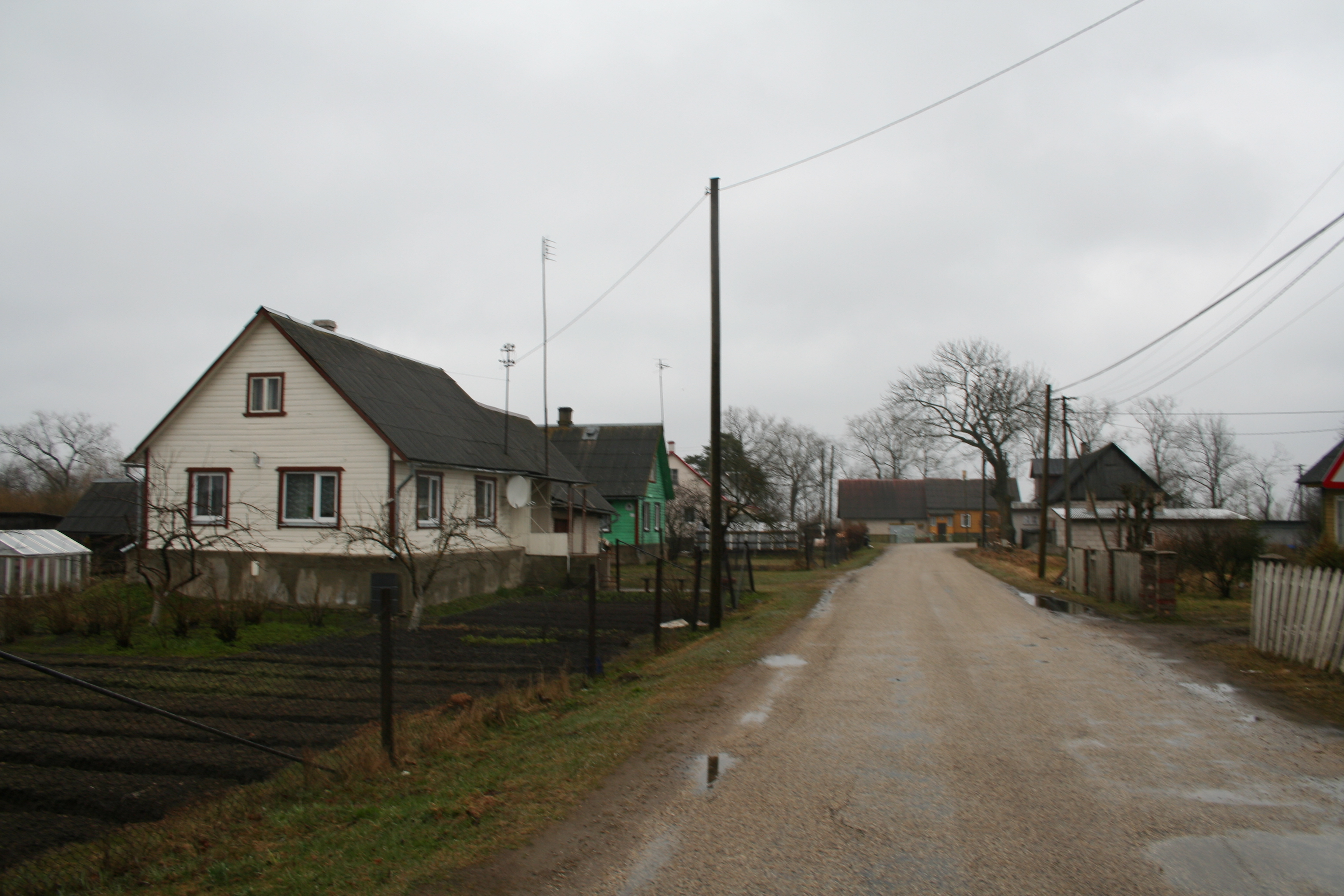
Улица в Колкья (2010)
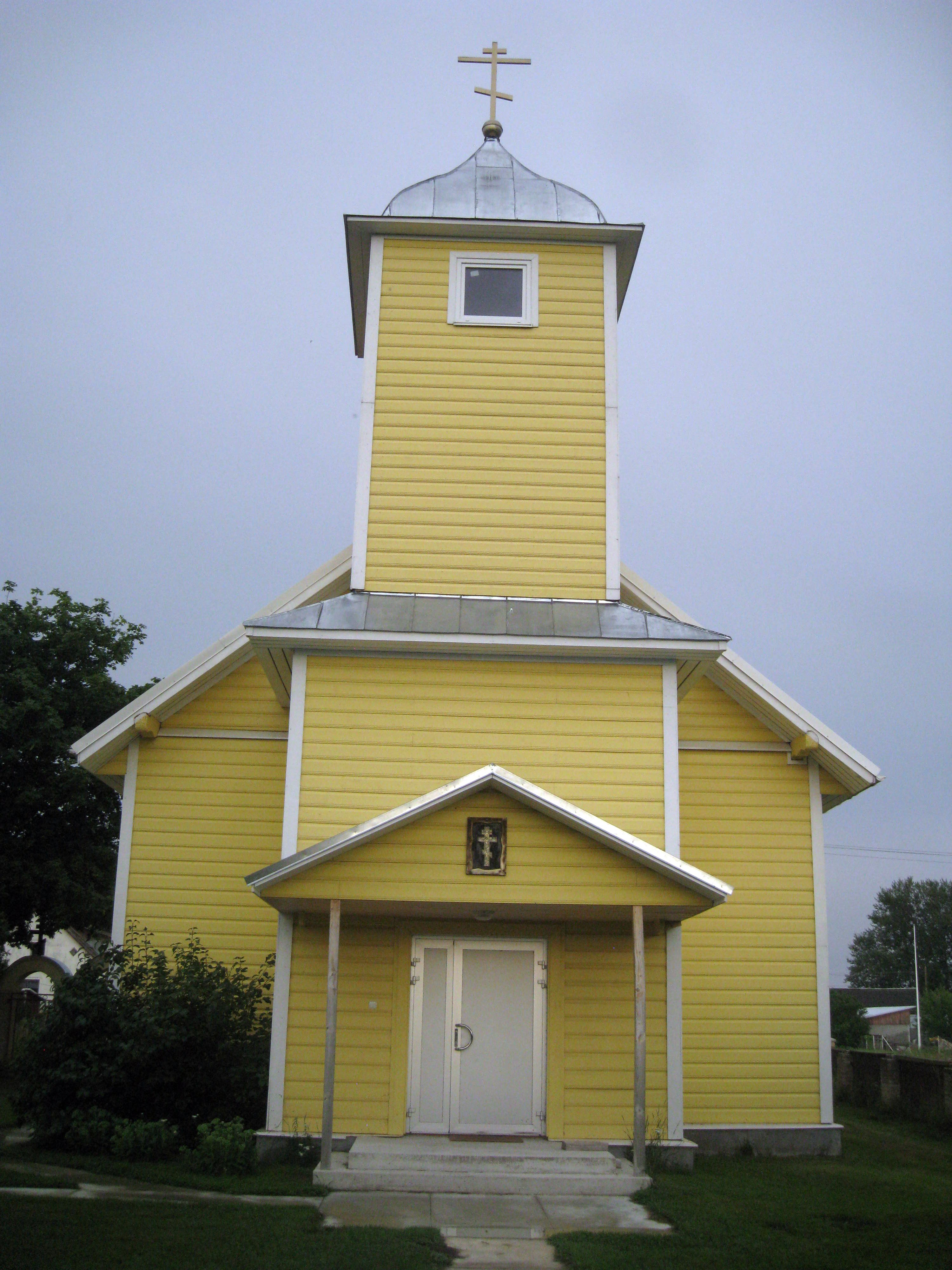
Молитвенный дом старообрядцев (2011)
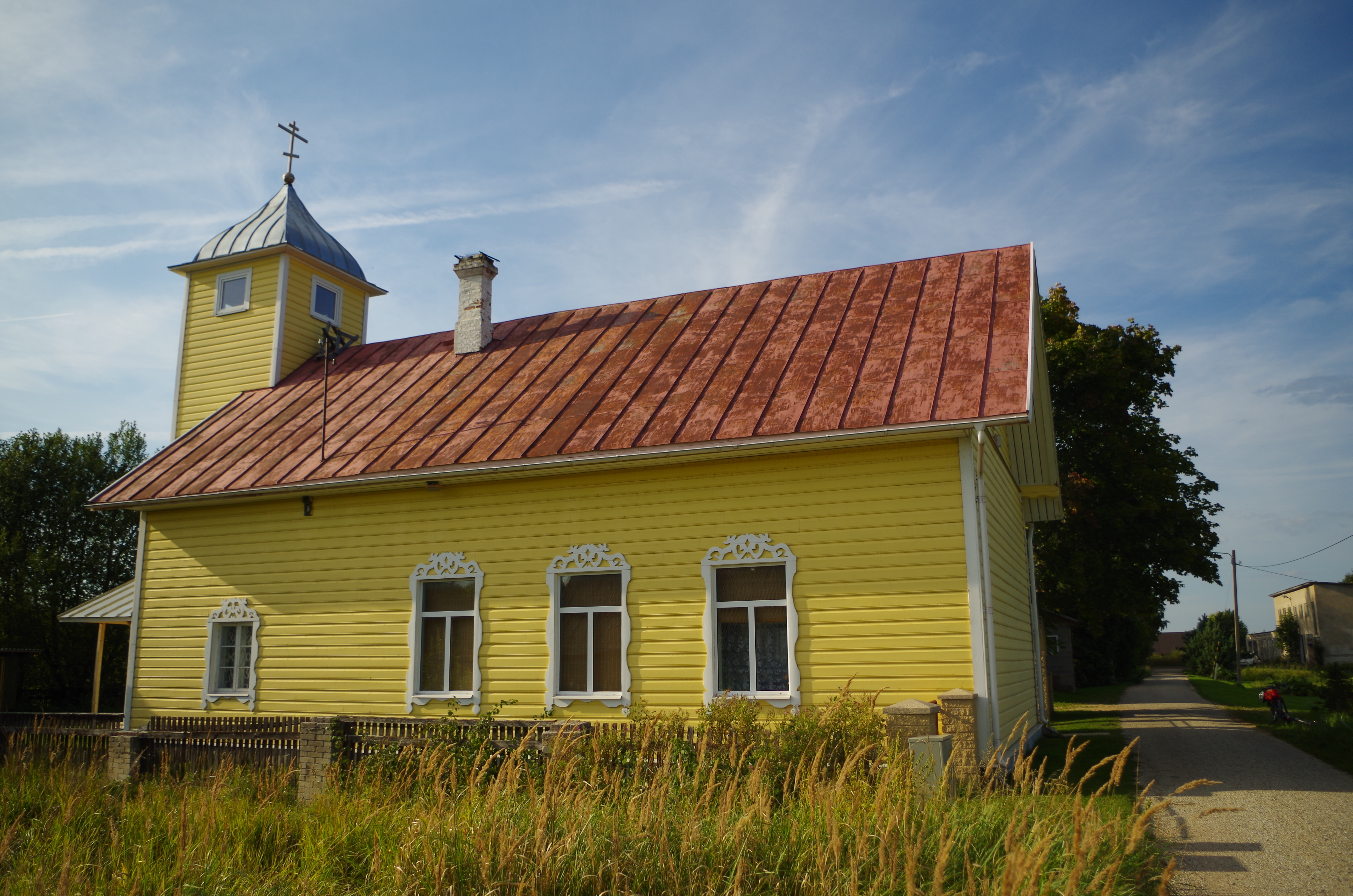
Молитвенный дом старообрядцев (2013)
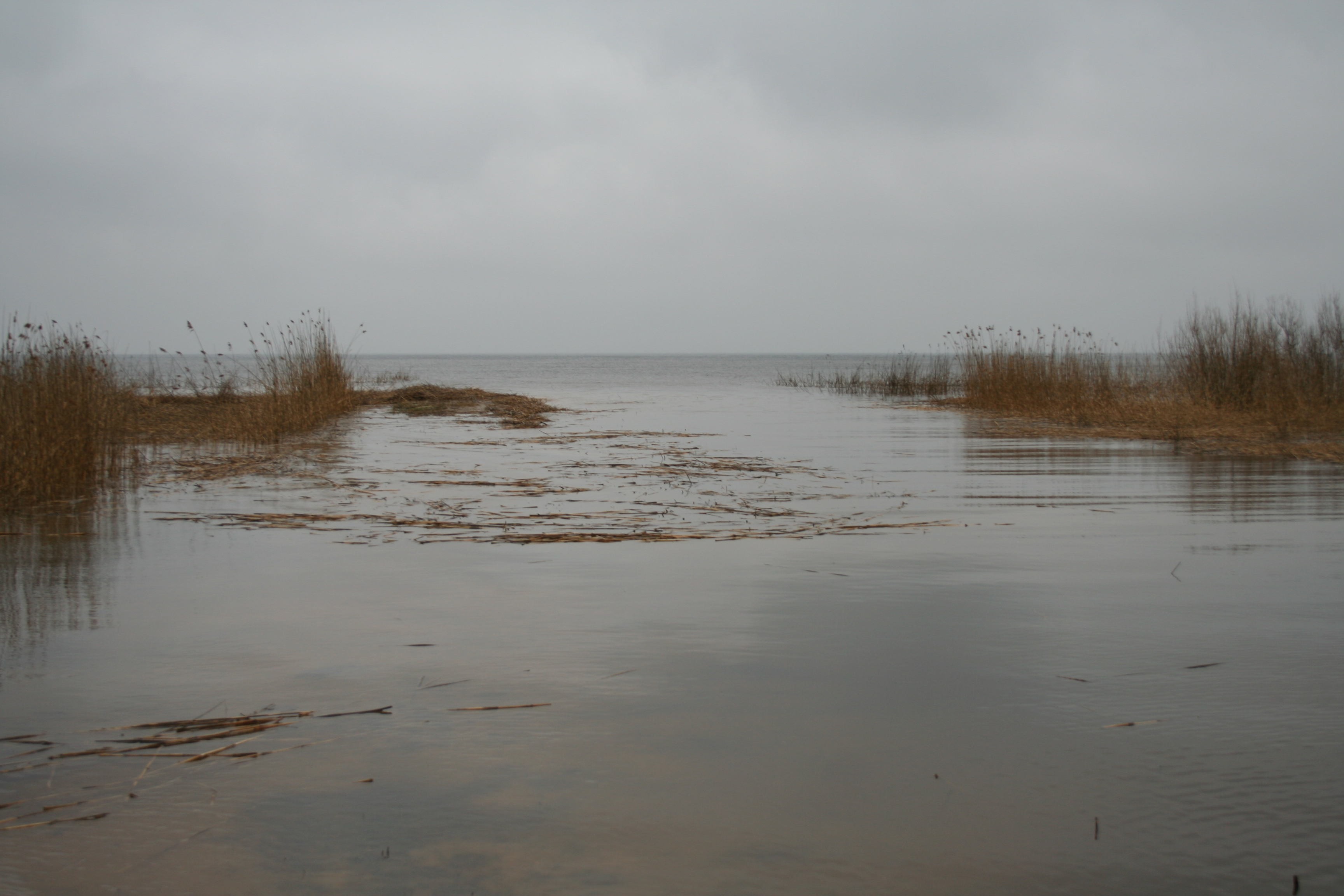
Побережье Чудского озера в Колкья